# Diplotoxa recurva
Diplotoxa recurva är en tvåvingeart som först beskrevs av Adams 1903.  Diplotoxa recurva ingår i släktet Diplotoxa och familjen fritflugor. Inga underarter finns listade i Catalogue of Life.